# ダクト

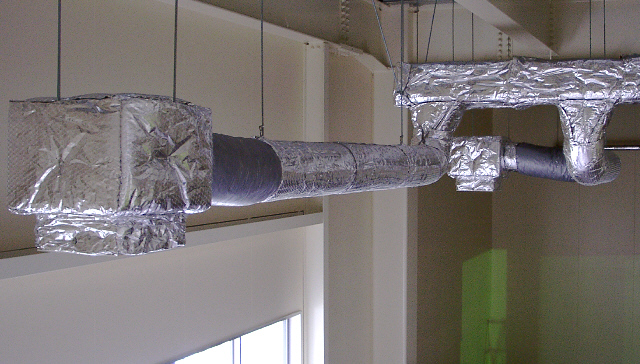
天井のない状態での空調ダクト

ダクトとは、気体を運ぶ管であり、主に建築物内で空調、換気、排煙の目的で設備される。エアダクト、風導管、通風管とも。ここでは建築設備で用いられるものについて説明する。

## 概要
鉄板製の矩形の部材を組み合わせ、空調機械から居室などへの空気の流れ道とするもの。空気調和設備、換気設備、排煙設備などに用いる建築設備のひとつである。
形状は角ダクトと呼ぶ矩形以外にも円形や楕円形があり、送風機の吐き出す圧力によって空気が流れるため、所定の風量を確保するためには一定の断面積が必要である。極端に長くて細いと風量が減り、冷えない・暖まらないの苦情の原因となる。
丸ダクトと呼ぶ円形のものにはスパイラルダクトや楕円のオーバルダクトがある。これらはスパイラル風導管やオーバル風導管と呼称されることは少なく、スパイラルダクトあるいは単にスパイラルと呼ばれる。

### 材質

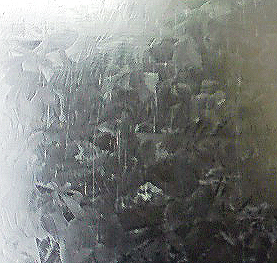
亜鉛めっき鉄板

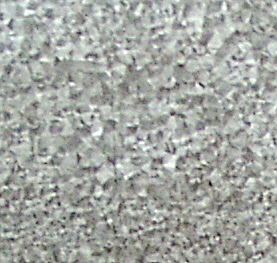
ガルバリウム鋼板

角ダクトや丸ダクトは建築設計図から施工図に基づいて製作が行われ、現場で組み合わされて完成する。
- 亜鉛めっき鉄板 - 最も一般的であり、何も指定がない限り、材質はこの亜鉛めっきで製造される。
- ガルバリウム鋼板 - 外部や耐熱が要求される場所など（アルミニウム55%、亜鉛43.4%、珪素1.6%の合金めっき）
- ステンレス鋼板 - 防錆用
- 塩ビ被覆鋼板 - 製薬会社やプールなど高度な耐食・耐薬品用

などが使用される。亜鉛めっき鉄板はダクトの主用材であるが、防錆の面では最適とはいえず、水場周辺ではガルバリウムが使われることも多い。防錆ではステンレスが最適だが、素材価格が高いため使いづらくなってしまっている。ガルバリウムは鉄が母材であることから最適とはいいがたい。医療現場などのクリーンルームでは塩ビ被覆鋼板が用いられることもある。
- スーパーダイマ[1]（亜鉛85.8%、アルミニウム11%、マグネシウム3%、珪素0.2%の合金めっき）
- ZAM[2]（亜鉛91%、アルミニウム6%、マグネシウム3%の合金めっき）
- アルシート[3]（アルミニウム、錫の合金めっき）

など。

### 板厚
鉄板の板厚はダクトの大きさにより変化し、一般ダクトの場合0.5mm、0.6mm、0.8mm、1.0mm、1.2mmである。排煙用のダクトでは使用時の空気圧などの関係から、概ね一番手アップの板厚が使用される。また、特に強度や出火対策が求められる区画（壁の貫通など）においては、1.6mmの厚手の鋼板が使用されることがある。1.6mmとなるとダクト製造時の板と板の接続にはぜを用いず、溶接により接合されることがある。1.6mmのはぜ折り機も存在する。この場合は三井はぜが一般的である。

### 接合

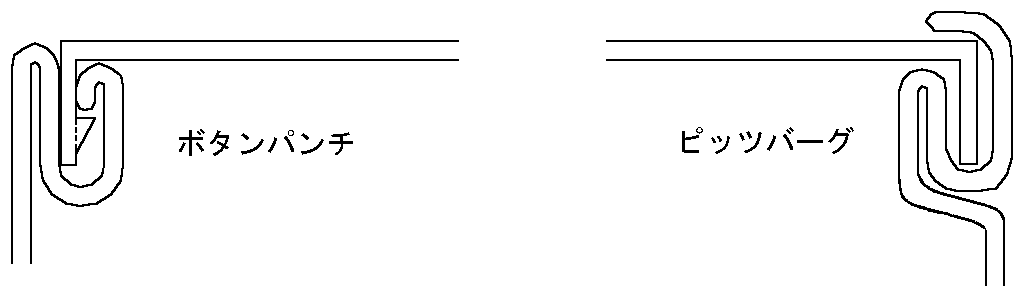
はぜの断面模式図

角ダクトの部材組み立てはボタンパンチはぜによるのが主流である。
製造効率も良好なため、何も指定がなければボタンパンチはぜ（Button Punch Snap Lock）で製作される。ただ、より強度の求められるダクトにおいては、三井はぜ（ピッツバーグはぜ:Pittsburgh Lock）が指定されることもある。なお、はぜの接合角度が急になるダクトなどでは、指定がなくとも三井はぜで製作される。また、制気口ボックスの器具差し込み部分など、内部にはぜのでっぱりがあると困る場合は三井はぜを用いることもあるが、最近ではスポット溶接での製作がほとんどである。

### 接続

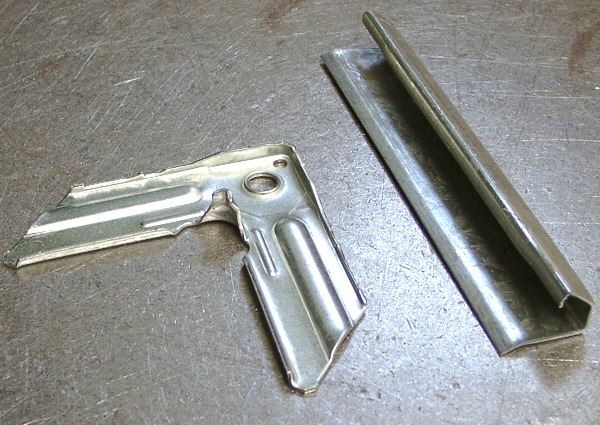
コーナーピースとクリップ

ダクト同士の接続は、ダクト端にフランジ加工をしてつなぐのが一般的であり、主に次の二つの方法が採用される。
共板フランジ接続（共板工法）
角ダクトの端を外折にめくり上げてフランジとし、四隅の欠けた部分にコーナーピースと呼ばれる部材（板厚は1.2mmまたは1.6mm）を取り付け、現場でコーナーピース同士をボルトとナットで接続する方法である。「コーナーボルト工法」「TDC」や「TFD」と通称される。ボルト・ナット固定は四隅のみで、四隅以外の辺の部分はダクトクリップ（板厚は1.0mm程度）という金具で密着させる。

アングルフランジ接続（フランジ工法）
鉄やステンレスなどのアングル鋼で製作したフランジを、ダクトの両端にリベットまたはスポット溶接などで取り付け、現場でそのフランジ同士をボルト・ナットで固定してつなぐ方法である。単に「フランジ」「FG」と通称される。一般にボルト穴の間隔は100mmであり、口径の大きなダクトではボルト・ナットの数が多くなる。
近年はダクト製造と現場作業の手数がより効率的な共板工法が主流であるが、排煙ダクトなどの強度が必要なダクトの場合はフランジ工法が使用されることがある。また、丸ダクトにもフランジが用いられることがあり、その場合は接続に際して穴合わせが不要になるように、フランジが回るようにされた「ルーズ仕様」が多く用いられる。
なお接続面からの空気漏れを防ぐため、片面に粘着シートを貼付した幅10mm、厚み5mm程度のクロロプレンフォームやブチルゴムのガスケットを使用して封止する。

### 補強

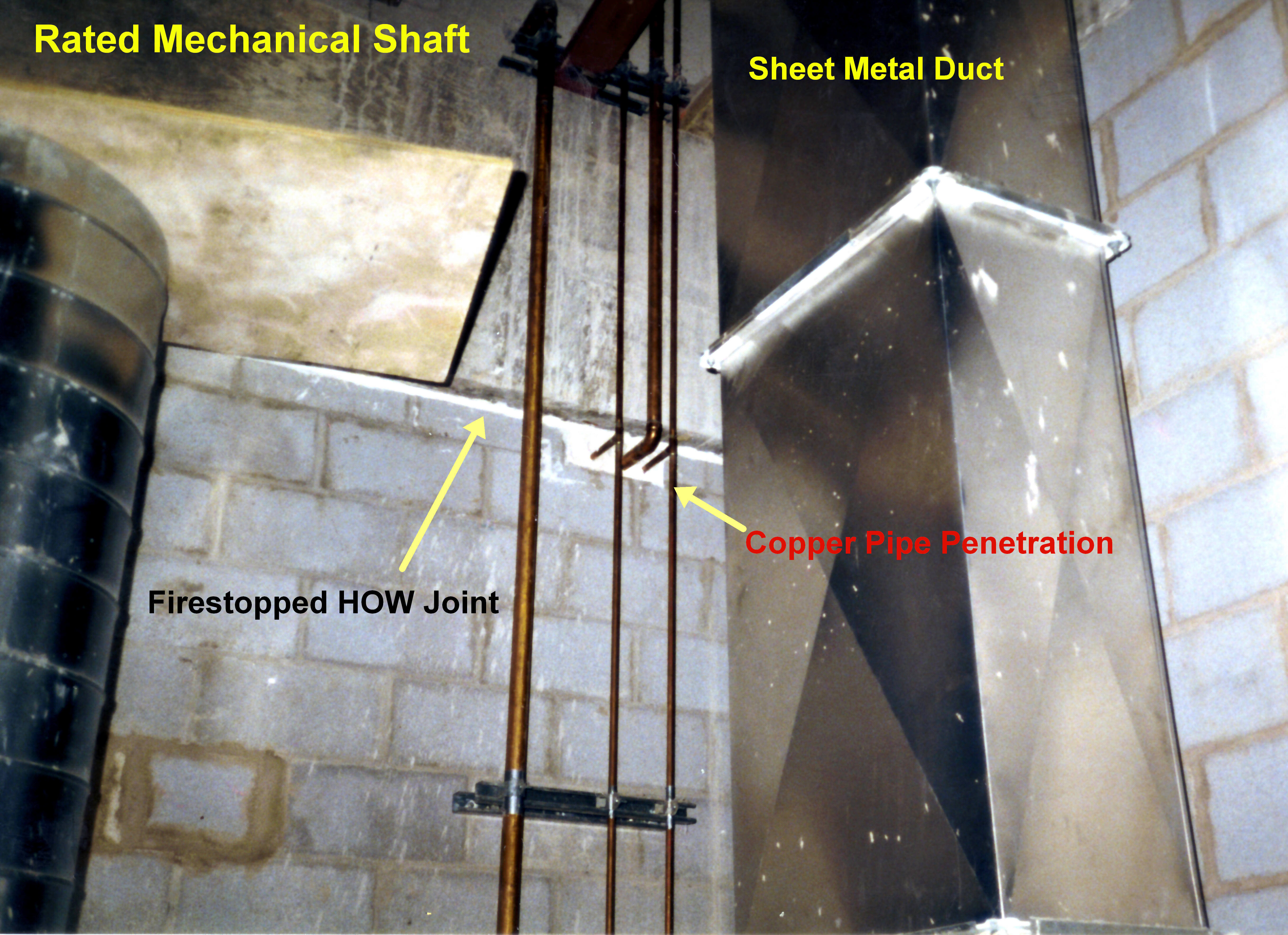
縦ダクトに入れられた補強ダイヤ

内部を通過する空気の流れによってダクトの鉄板が振動を起こしたり、過大な圧力で変形したりするのを防ぐため、必要に応じて補強する。
補強材を取り付け
- 中間補強 - フランジ形状のアングル鋼などを長いダクトの中間部に取り付ける。ダクトの長さが分割されたのと同等になる。
- 縦補強 - 内部に人が入れるほど大型のダクトでは、気流方向にもアングル鋼などを取り付ける場合がある。
- タイロッド - ダクトの内寸を保持するように突っ張り棒（Tie Rod）を取り付ける。ただしタイロッドだけでは鉄板の振動を抑えられない場合もある。

板自体を加工
- リブ - 幅10mmほどのひも状の補強リブ（Bead）を気流と直角に間隔300mmで施す。
- タイルリブ - 碁盤目状にリブを施す。
- Zリブ - 鉄板に間隔75mmほどで山谷の薄い折り曲げを施す。
- ダイヤ - ダイヤモンドブレーキ（CrossBrake）。鉄板の対角線に薄く折り曲げを施す。

これらはそれぞれ単独で使われるよりも様々に組み合わされることの方が多い。また板自体の加工方法によっては板厚を一番手以上上げたのと同じ効果が得られる場合もあり、より軽量化できることもある。

### その他
角丸
角ダクトと丸ダクトは「角丸」と呼ばれる変換ダクトで接続することができる。
丸ダクト同士の接続は、主に差し込みによって行われる。差し込まれる側を「メス」「正寸」「スパイラルサイズ」「内径」などといい、差し込み側を「オス」「ニップルサイズ」「外径」などという。
たわみ継手
機器から排気を取り出す際に、機械の振動や騒音を本管へ伝えない目的で、主にアルミニウム、ステンレス、鉄などの材料で蛇腹状に形成されたフレキシブルダクトが多く用いられる。そして防振の目的で、ナイロンターポリンやアルミ箔貼りガラスクロスなどで作られたキャンバスと通称されるたわみ継ぎ手も使われる。たわみ継ぎ手の製作方法はミシン縫いが主流ではあるが、屋外に設けられるようなたわみ継ぎ手（主にナイロンターポリン）では、生地同士を溶着する｢ウェルダー加工｣も多く見かけられる。なお、現場でカシめる場合は、帯板も併せて発注する場合も多い。
保温フレキ
ピアノ線を不織布や樹脂フィルムで巻いたコアに、グラスウールを巻きつけ、塩ビやアルミ蒸着フィルムで外装したフレキシブルダクト。防振、消音、保温性に優れているが円形が主で矩形の商品はほとんどない。接続は締めバンドで行い、フランジ接続などは見られない。急激に曲げると断面積が保てない。メーカーの商品名により、風神、サイレントフレックス、ニューホース、グラスダクト、ライドフレックス、クールフレックス、ニューホープなどと呼ばれる。
内面の材質による分類では、
- 不織布（Gタイプ、Nタイプ） - 消音用、保温用
- 樹脂フィルム（Sタイプ） - 保温用、耐湿性があるので浴室や水廻りなど

シャフト（Shaft）
建築躯体のシャフトを給排気チャンバーにする場合は、コンクリートのままのシャフトをダクトとする。コンクリートダクトと呼ばれる。また天井裏をダクトとして利用する場合があり、ここでは天井内部全体がチャンバーとなる。

## 付属物
ダンパ（Damper）

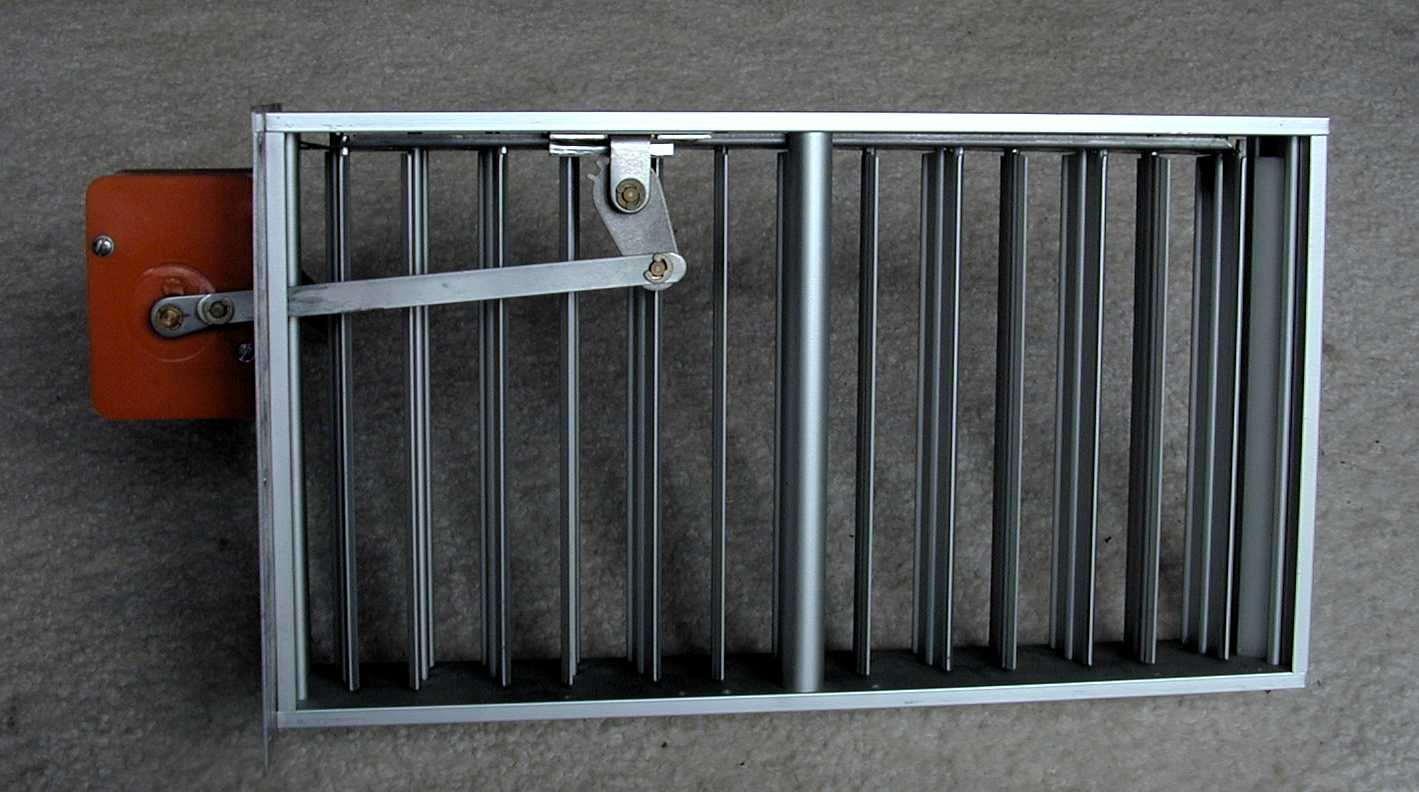
開放状態のダンパ

風量調節用のボリュームダンパ（VD）、遠隔操作用のモーターダンパ（MD）、逆流防止用のチャッキダンパ（CD）などが必要に応じてダクトに挿入される。床や壁などの防火区画をダクトが貫通する場合は延焼防止や熱い空気の噴出を防ぐ為、防火ダンパ（FD）が入れられる。防火ダンパには、各個に設定された溶融ヒューズが取り付けられており、設定温度を超えた空気が通過するとヒューズが溶けてダンパが作動し通気を遮断する。厨房排気が外部に出るところも同じであるが、この場合は換気扇シャッターで代用することもある。
制気口
ダクトの室内側末端に取り付けられる装置で、大きく分けて吸込口と吹出口があり、さらに羽の付き方、シャッターやフィルターの有無などにより、様々な種類に分類される。
- 吹出口 - H型（羽が水平のタイプ）、V型（羽が垂直のタイプ）、HV型（前の羽が水平、奥が垂直）、VH型（前の羽が垂直、奥が水平）
- 吸込口 - GH型（羽が水平のタイプ）、GV型（羽が垂直のタイプ）
- シャッター付き吹出口 - HS型、VS型、HVS型、VHS型
- シャッター付き吸込口 - GHS型、GVS型
- フィルタ付き吹出口 - H/F型、V/F型、HV/F型、VH/F型、HS/F型、VS/F型、HVS/F型、VHS/F型
- フィルタ付き吸込口 - GH/F型、GV/F型、GHS/F型、GVS/F型
- 線状吹出口 - ライン型（細長い長方形）の吹出口
- 線状吸込口 - ライン型（細長い長方形）の吸込口
- シーリングディフューザ - コーン型の円盤等を同芯円状に重ね合わせた形の吹出口。開発メーカー名から「アネモ」と呼ばれることもある。

定風量装置（CAV）
装置内部の羽が自動で開閉することで、ダクトから室内に吹き出す風量を一定に調整する装置である。
可変風量装置（VAV）
室内の温度等に応じて、装置内部の羽が自動で開閉することで、ダクトから室内に供給する冷気・暖気等の風量を可変調整する装置である。

## 用途別区分

### 空調（SA,RA）

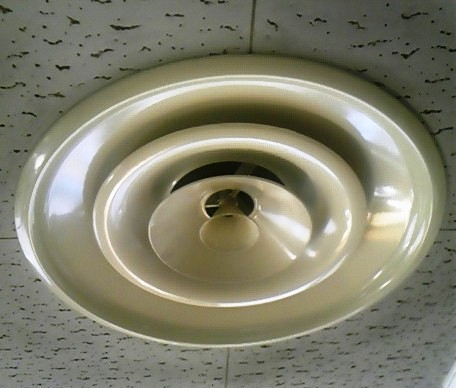
アネモ（Anemostat） - 天井から空気が吹き出す場合このような器具から風が出てくる

冷風あるいは温風が流れるもの（給気SA）や、部屋より空調機への還り（還気RA）に使われるもの。給気の場合は保温断熱されることが多い。精密部品の工場や食品関係のクリーンルームや、病院の手術室などの清浄度維持にも空気の入れ替えが必須であるので、一定の給排気が必要である。
※省略記号のSAは Supply Air、RAは Return Air の頭文字である。

### 排気（EA）
一般の排気(EA)や厨房排気に分かれる。断熱されることは稀である。有機溶剤の局所排気、臭気や必要のない高温低温の空気を排出することもある。実験設備や放射線設備の排気は、フィルターで処理してから排気される。また、厨房排気は延焼防止と油分のダクト内部への付着防止のため油分分離装置（グリスフィルターなど）を取り付けることが多い。蒸気の分離が必要な場合もある。
※省略記号のEAは Exhaust Air の頭文字である。

### 外気（OA）
建物の外部より取り入れるもの。各部屋へ直接引き込んだり、空調機で混合してSOAとして送られる。昆虫や鳥が入り込まないように、目的に応じたメッシュの金網が必要。排気（EA）に見合った量を取り入れないとドアが開けづらいなどの状態となる。
※省略記号のOAは Outdoor Air,Outside Air,Open Air などの頭文字である。

### 排煙（SEAまたはSM）
火災発生時の発生煙を外部に放出するために利用されるもの。延焼防止の目的で断熱されることが多い。通過風速が高速で、静圧を高圧となるので板厚を上げるなど補強面で注意が必要となる。
※省略記号のSEAは Smoke Exhaust Air、SMは SMoke の頭文字である。

## 建設業としての位置
設備工事としてのダクト設置工事は、建設業のうちの管工事業に分類される。工事の例示としてダクト工事と記載される。法律上は風導管という言葉はほとんど出てこない。業として営むには建設業許可が必要である。この場合、現場や営業所の主任技術者になれるのは、管工事施工管理技士と実務経験者（10年以上）などである。板金工事の技能士は管工事業の主任技術者になれなかったが、平成27年4月1日よりダクト板金技能士も主任技術者となれることとなった。

## 歴史
明治期に日本に冷暖房が入ってきた頃に、アメリカよりダクトが導入された。
当初は板金工事（ブリキなど）の職人が従事していたので、技能の系統としては板金作業になっているが、流体力学的にも配管工事に近い業務である。
この頃は墨壺、墨指と折尺を用いた手作業による部材の展開、｢まとも｣と呼ぶ大型のはさみによる手切り、手折りの本はぜによる組み立て、リベットをハンマーでかしめたフランジ接続で、現場での製作が基本であった。
昭和期に入ってピッツバーグはぜが導入されると作業性は僅かに改善されたが、はぜは手折りだったため未だに板金作業と変わるところが無かった。
昭和40年代に入ってロール成形機を必要とするボタンパンチはぜが導入されると機械化が進み始め、現場製作をやめて工場製作が主流となっていった。
昭和60年（1985年）頃に自動プラズマ切断機と共板工法がアメリカより導入されて機械化の波は一気に広まり、日本国内においてもダクト先進地域であるアメリカ、ヨーロッパ並に生産性が向上した。
平成20年ごろから輸送中の体積を減らすために、半完成品を折り畳んで出荷して現場で組み立てるなどの工夫も一部で見られる。しかし工場で完成品として製作、出荷して現場で取り付けるのがなお一般的である。

## ダクトの種類
まっすぐのもの、まがったもの、とそれらの組み合わせであり、取り付け現場の要求にしたがって様々な形状、寸法になる。

### 矩形（角ダクト）

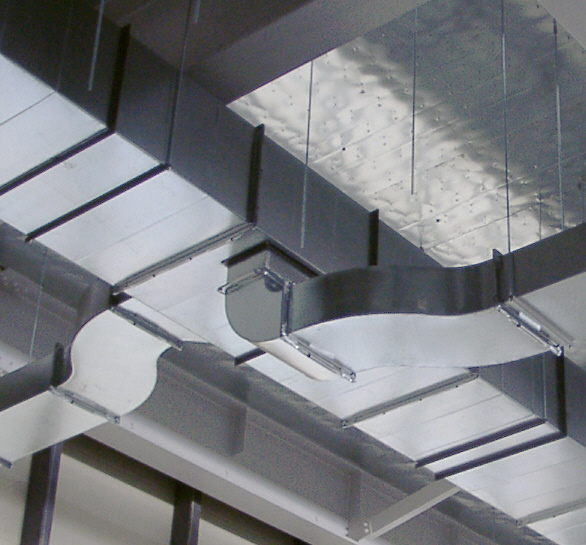
角ダクトの直管にドン付けで繋がるエルボとSカーブ

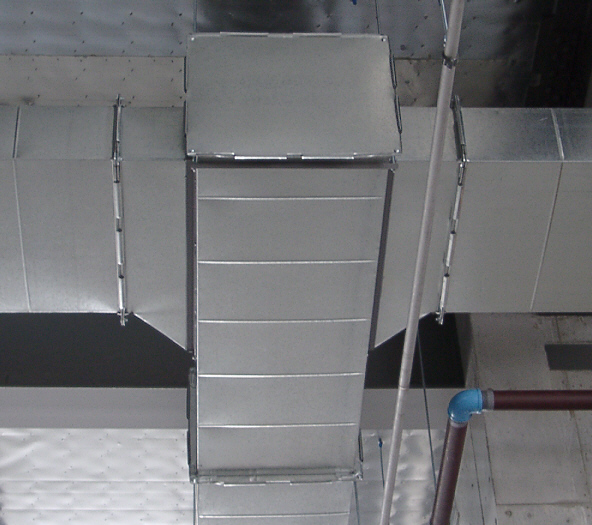
角ダクトの直管の末端を閉じる閉止板（メクラ板）

直管
同じサイズで、ただまっすぐのダクト。定尺の鉄板からそのまま取れるものは定尺ダクトと呼ぶ。鉄板の素材コイル幅が6フィート（1828mm）を標準としているため、角ダクトの接続面間の長さは共板工法の場合1740mm、フランジ工法の場合1815mmが標準である。部材接合用のはぜを4箇所用いる4枚取りの他に、Lの字型に折り曲げて2箇所で済ませたり、1枚板を折り曲げて1箇所で済ませるファブリと呼ぶ取り方もある。
エルボ（elbow）
まがったダクト。角度は90度が標準であるが、任意の度数まで何度でも製作は可能。カーブしながら変形したり、ねじれを加えたりもできるが、断面積が少なくなると抵抗が増す。内側アールの円弧の中心から接続面の中心までが、そのダクトの幅サイズと等しい場合を1アールと呼び（用語的には丸ダクトの用語であり、角ダクトの場合通常は、内Rを指定して製作依頼する必要がある）、そのエルボの内アールの標準としている。標準以下になる場合は内部にガイドベーンを取り付けて、圧力損失＝抵抗が増えないようにする必要がある。また、内Rによっては製作ができない場合もあり、この場合は｢内角｣や｢テーパー｣などで対応する。また、建物の壁面を沿って登ってゆく縦管などでは、135°エルボの一体物で製作（無論、90°と45°の組み合わせも可能）し、最後を網で終える形が多い。
ホッパー（hopper）
入り口と出口のサイズが違うダクト。普通は面間が平行だが、角度やねじれのついたものも製作可能。有効寸法が取れていないと騒音の元となる。拡大、縮小の角度は仕様書により指定されるが15度から30度が普通である。
Sカーブ（S管とも）
面間は平行のまま振れたり上下するダクト。Sの字状。拡大、縮小を兼ねる場合もある。
分岐管
二股、三つ股など接続口が3つ以上あるダクト。分岐、集合に用いる。最近ではドン付け、直付けといって本管に開口して接続する場合がほとんどである。分岐管として製作する場合は、｢ダキ｣とも呼ばれ、2つの分岐の場合が多いが、3分岐での製作ももちろん可能である。
フード（hood）
厨房内において、火気を使用する調理器具などの上部に設置され、調理の排気を効率的に捕捉するためにつけられる下部が開放された箱。[箱型]、[山型]や美観と性能を兼ね備えた[二重]などの形がある。下部には油受けとなる折り返しが付いている場合がほとんどであり、その油受けに油抜きのためのドレンコックが設置される場合もある。排気は側面または上面からされることが多い。また、フライヤーの上に設置して油煙を排気する場合は、バッフル板などが備えられたグリスフィルターの設置が義務付けられており、そこを通過した油煙はフィルターを構成するステンレス鋼板に衝突して通過する間に油分を濾し取られオイルカップに排出されるため、ダクト内への油分侵入を防いでいる。また、火災防止の観点から、FS[ファイアーシャッター]や、フードからの排気ダクトにFD[ファイアーダンパー]が備えられる。指定温度以上になるとシャッターや羽根が閉止されて、高温の空気がダクトに流れて延焼するのを防ぐ。逆に、食洗機やコンベクションの上に設置するフードには、基本的に油分が含まれないことから、FSのみでグリスフィルターを設けない場合が多い。材質は亜鉛めっき鉄板やステンレス鋼板（SUS）が多いが、国土交通省の仕様書では「1mm以上のSUSに限る」となっている、亜鉛めっき鉄板で作ると錆が食品に落ちる可能性があるのでステンレス鋼板で作るのが基本。SUS304での指定が多いが、防錆力の劣るSUS430での製作も近年増してきている。また、美観からBA[ビーエー]などの光沢のある表面仕上げのステンレス鋼板を使用する場合も多いが、近年、No.4[ナンバーフォー]などの、多少くすみがかった仕様も多くなってきている。また高級店などでは、連続した研磨目が整って見栄えも良好なHL[ヘアーライン]の指定が多い。
チャンバー（chamber）
気流の分岐や合流が必要な場所に、複数のダクトを突っ込み、大きなサイズのボックスを取り付けることがある。このボックスをチャンバーと呼ぶ。用途によって混気チャンバーなどと呼称されることもある。空調機の吹き出し側に大きな箱を作り、風速を一定にしたりするために作られる物を給気チャンバー、還ってきた空気を一定の風速静圧で吸い込むための物を還気チャンバーとして空調機に隣接させることもある。
角丸（かくまる）
一方の口が円形で、他方の口が矩形のもの。丸ダクトと角ダクトの接続に用いる。
閉止板（フサギ、メクラとも）
配管されたダクトの末端を閉鎖するときに用いる鉄板。将来のリニューアル工事などでダクトを延長できるように、角ダクトの接続面を残して蓋をする。
- 共板工法 - 鉄板の4辺を10mm折り曲げ、立ち上がった面を外側にして4隅をボルトで締め、その立ち上げにダクトクリップをかける。
- フランジ工法 - ダクトのフランジと同じサイズのフラットバーに鉄板を取り付けて、ボルトで締めて取り付ける。

高速ダクト等には必要に応じてリブ補強やアングル補強を入れることもある。
共板・フランジ共に、長さ50mmほどの閉塞した蓋を作って実質的に閉止板とすることもある。俗に弁当箱と言われる形状となる。

### 円形（丸ダクト）
直管
定尺4mのスパイラル管が標準で使われる。鉄板を丸めたシーム管（継ぎ目あり）を使用する場合もあるが、この場合は1m間隔で溶接を行う。
エルボ
標準の角度が90度と45度の曲がり管。およそ直径200mm以下では、プレス成形した2枚の鉄板を気流方向に接合したもの、それ以上では気流と直角方向に90度で4分割（大口径は5分割）、45度で3分割してはぜや溶接で接合したセクションエルボとする。必要があれば30度や60度といった任意の角度でも製作できる。
レジューサー（reducer）
入り口と出口のサイズが違うもの。普通は面間が平行（芯々）だが、角度のついたものや、片側を平らにした物も製作可能。通常はホッパー（テーパー）で徐々に絞っていくが、エンドキャップ（閉止カラー）に変換する口径を開口し、カラーを取り付けた｢ドン付けレジューサー｣などと呼ばれる継ぎ手も製作可能である。だが、ドン付けレジューサーは、口径変換の際に風を巻き、騒音の原因にもなり得る。
カラー（collar）
定着カラーとも。主に角ダクトやチャンバーから丸ダクトを取り出すときに使用される。丸ダクトから取り出す時に使われる、取り出しの根元に取り出される側の径に合わせたカーブを付けたものは、ピンキーと呼ばれる。また、カラーニップルと呼ばれる継手も存在し、これは、定着カラーにリブ（ヒモ）を入れた形になり、主に保温フレキなどを取り付ける際に使用する。
ニップル（nipple）
丸ダクト同士を差し込みによって繋ぐ継手。スパイラルサイズ（正寸）よりも3mmほど小さく作られ、スパイラル管同士を接続する。通常は、ストッパーとして外側にヒモ（リブ）が付けられる。継手同士を接続するなどの目的で正寸で製作することもあり、この場合は内側にヒモを入れることもある。
分岐管（T管、Y管、TY管など）
丸ダクトを分岐する継ぎ手の種類。幹となるまっすぐな方向に対し、枝が出る角度によって名称が異なる。
- T管 - 幹から枝が90度で出るもの。チーズとも呼ばれる。
- Y管・ト管 - 幹から枝が45度で出るもの。
- TY管等 - Y管の枝が45度で、そこから再び曲がり最終的に90度の曲がりとなるもの。分岐の角度は指定ができパチンコY（フタマタY）管や、二又に分岐した後に45°返しによって、結局主管より90°で分岐二又TYなども製作できる。また特殊なT管として。主管よりも枝管の呼び径が大きいWTW（WRTやT管Wとも）管（Y分岐の場合はフタマタRYなど）も製作可能である。
- RT巻・RY巻 - 主管をレジューサーとして呼び径を収縮させ、分岐への通気を促すもの。

閉止カラー（フサギ、メクラとも）
配管されたダクトの末端を閉鎖するときに用いるカラー。将来のリニューアル工事などで取り外して延長できる。縦走り管ではメクラカラーに水抜きのソケットなどを取り付けることもある。発注や受注の際は、ニップルサイズかスパイラルサイズかの確認が必要である。また、清掃口として取り外しができるように、持ち手を付けることも可能である。発注の際には雨水の流入なども加味して、本管側、メクラ側、どちらを正寸にするか注意が必要である。一体型としてT管やY管の主管の片端を閉じたMT管（片メクラT管）なども存在する。